# 4,4'-偶氮苯乙醚
4,4'-偶氮苯乙醚是一种有机化合物，化学式为C16H18N2O2，它可由4,4'-氧化偶氮苯乙醚还原制得，或4-氨基苯乙醚的氧化偶联得到。

## 反应
它在甲醇中可以被锌/联氨甲酸盐还原为1,2-二(4-乙氧基苯基)肼。
它和氯化钯反应，可以得到配合物Pd2(κ2:C, N-L2)(μ-Cl)2（其中L为4,4'-二乙氧基偶氮苯-3-基）。